# Kieft Cars

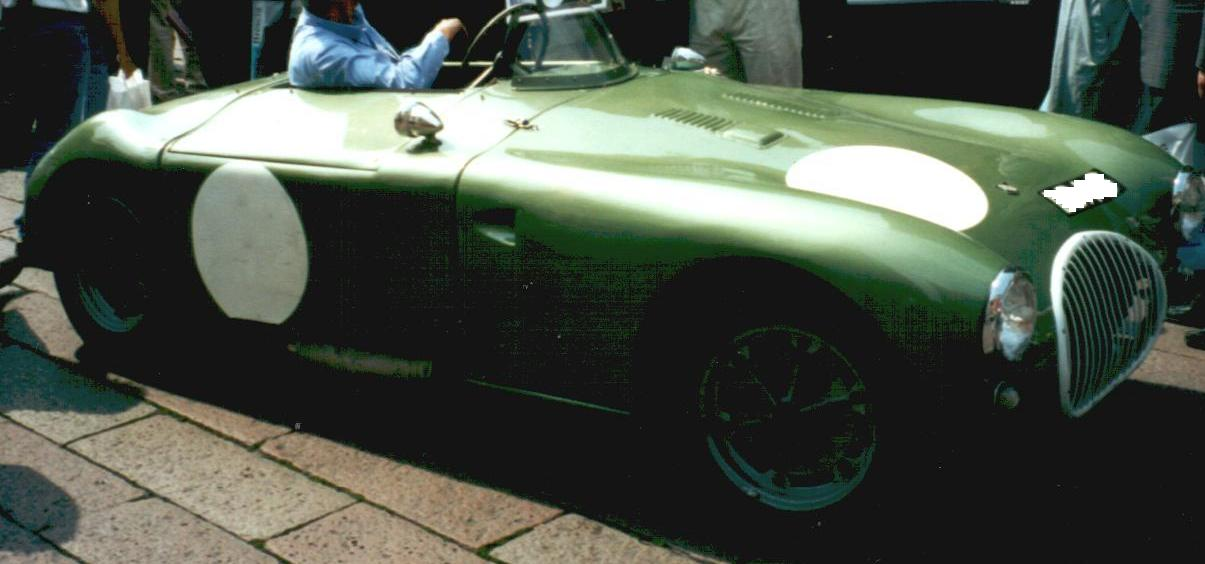
Kieft von 1953

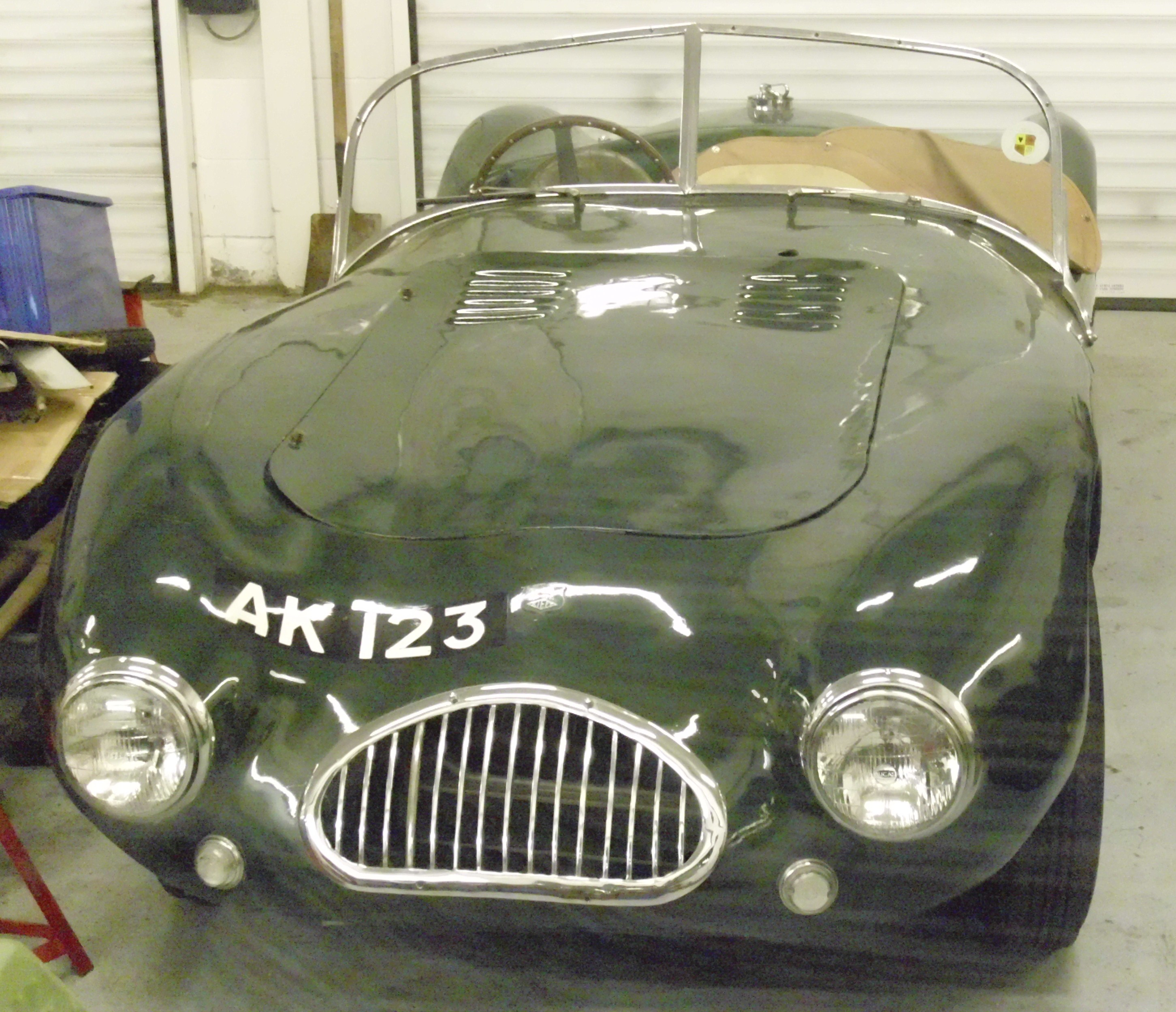
Kieft 1100 von 1954

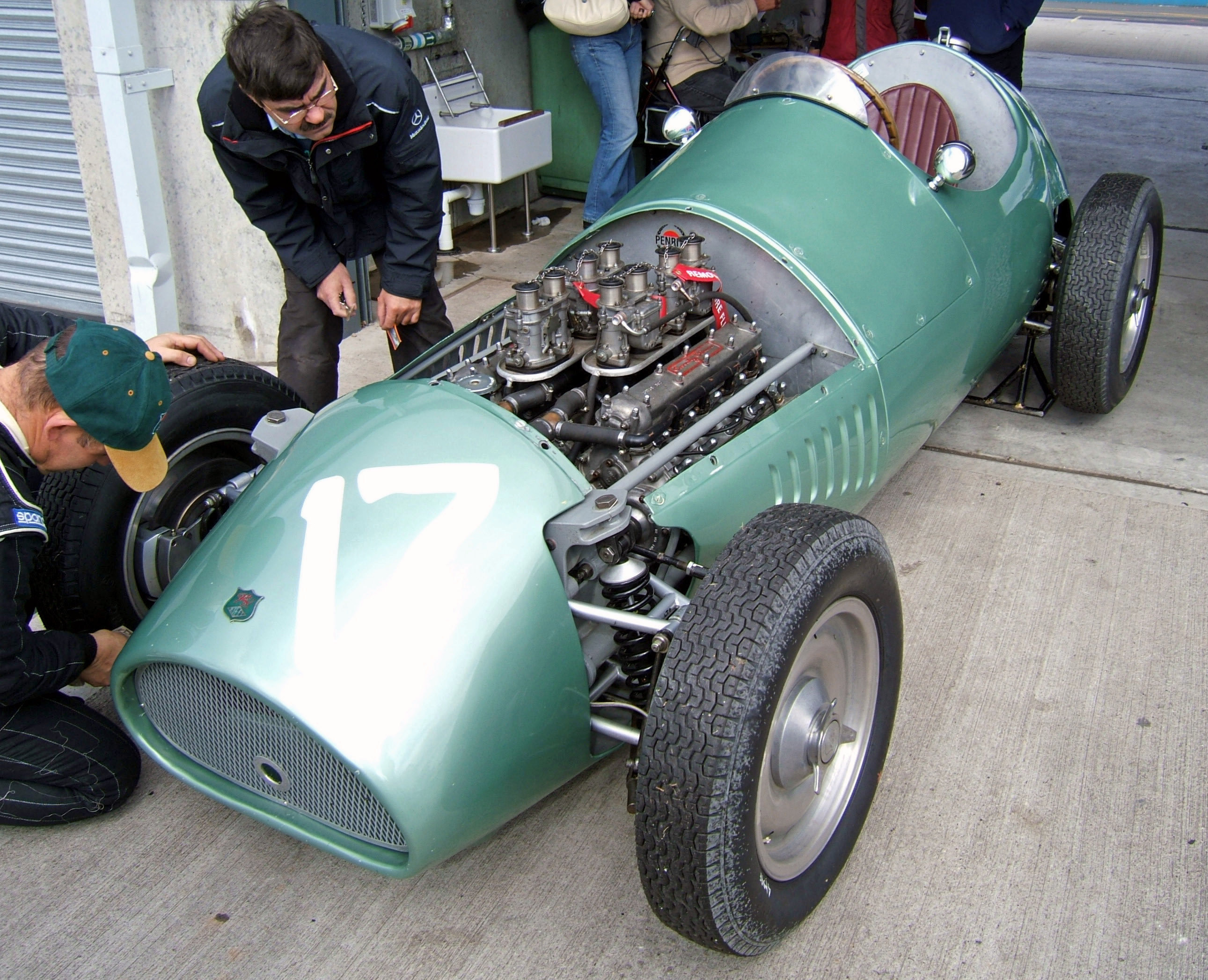
Kieft Formel-1-Wagen von 1961

Die Kieft Cars Limited in Wolverhampton (Staffordshire) war ein britischer Automobilhersteller.

## Geschichte
Cyril Kieft hatte sich 1950 auf die Herstellung von Formel-3- und anderen Rennsportwagen spezialisiert. Ab 1953 wurden auch straßentaugliche Roadster mit Motoren unterschiedlicher Zulieferer hergestellt.
Auf der British International Motor Show im Herbst 1954 stellte Kieft den 1100 CC mit Einbaumotor von Coventry Climax vor. Er hatte eine Kunststoffkarosserie, ein rennerprobtes Rohrrahmenchassis und Einzelradaufhängung sowie einen Vierzylindermotor mit obenliegender Nockenwelle, 1098 cm³ Hubraum, 72 PS (53 kW) und einer Spitzengeschwindigkeit von 180 km/h.
Von 1956 bis 1961 wandte sich Kieft wieder dem Bau von Fahrzeugen zu, die ausschließlich für den Renneinsatz bestimmt waren.

## Modelle
| Modell      | Bauzeitraum | Motorenhersteller | Zylinder | Hubraum  | Leistung         | bei Drehzahl | Radstand |
| ----------- | ----------- | ----------------- | -------- | -------- | ---------------- | ------------ | -------- |
| 1 1/2 litre | 1953        | MG                | 4 Reihe  | 1500 cm³ | 100 bhp (74 kW)  |              | 2286 mm  |
| 2 litre     | 1953        | Bristol           | 6 Reihe  | 1971 cm³ | 130 bhp (96 kW)  | 5500 min−1   | 2286 mm  |
| 1100 CC     | 1954–1955   | Coventry Climax   | 4 Reihe  | 1098 cm³ | 72 bhp (53 kW)   | 6000 min−1   | 2286 mm  |
| V-8         | 1954        | DeSoto            | 8 V      | 4524 cm³ | 160 bhp (118 kW) | 4400 min−1   | 2362 mm  |